# حجم جائل فعال

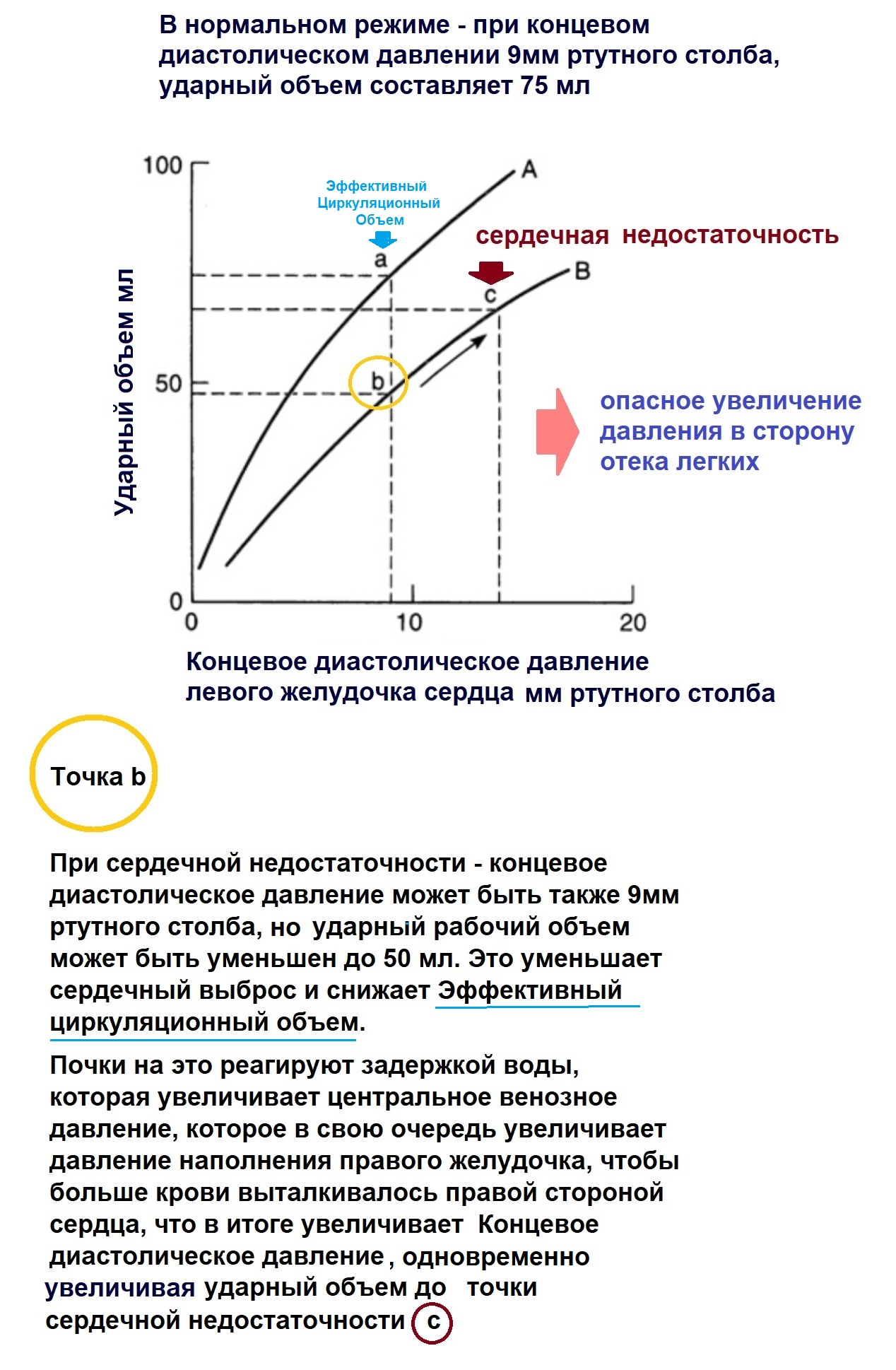

حجم التداول الفعال (ECV) هو حجم الدم في الشرايين والشعيرات الدموية التي تمد الأنسجة مباشرة بالدم. كما أنه كمية دم ديناميكية وليست قابلة للقياس. هذا المفهوم مفيد لمناقشة فسيولوجيا القلب والأوعية الدموية والكلى.
على الرغم من أنه يتفق عادة مع سائل خارج خلوي (ECF)، فإنهما يختلفان كالاختلاف في الأمراض، مثل فشل القلب الاحتقاني (CHF) أو تشمع الكبد. في مثل هذه الحالات انخفاض السائل خارج الخلوي قد يؤدي إلى نضوب حجم الدم والتورم.
انخفضت حجم التداول الفعال يمكن أن يحفز إفراز الرينين أو استجابة الجهاز العصبي السمبثاوي أو إطلاق البروستاجلاندين (كل منها يساعد في تدفق الدم الكلوي ومعدل للترشيح في النفرون).